# Orfeo Mazzitelli
Orfeo Mazzitelli (Salerno, 15 agosto 1915 – Vietri sul mare, 29 gennaio 1984) è stato un aviatore e militare italiano, pilota della specialità caccia della Regia Aeronautica durante la seconda guerra mondiale, ottenne la qualifica di asso conseguendo 8 vittorie personali e 14 in collaborazione.

## Biografia

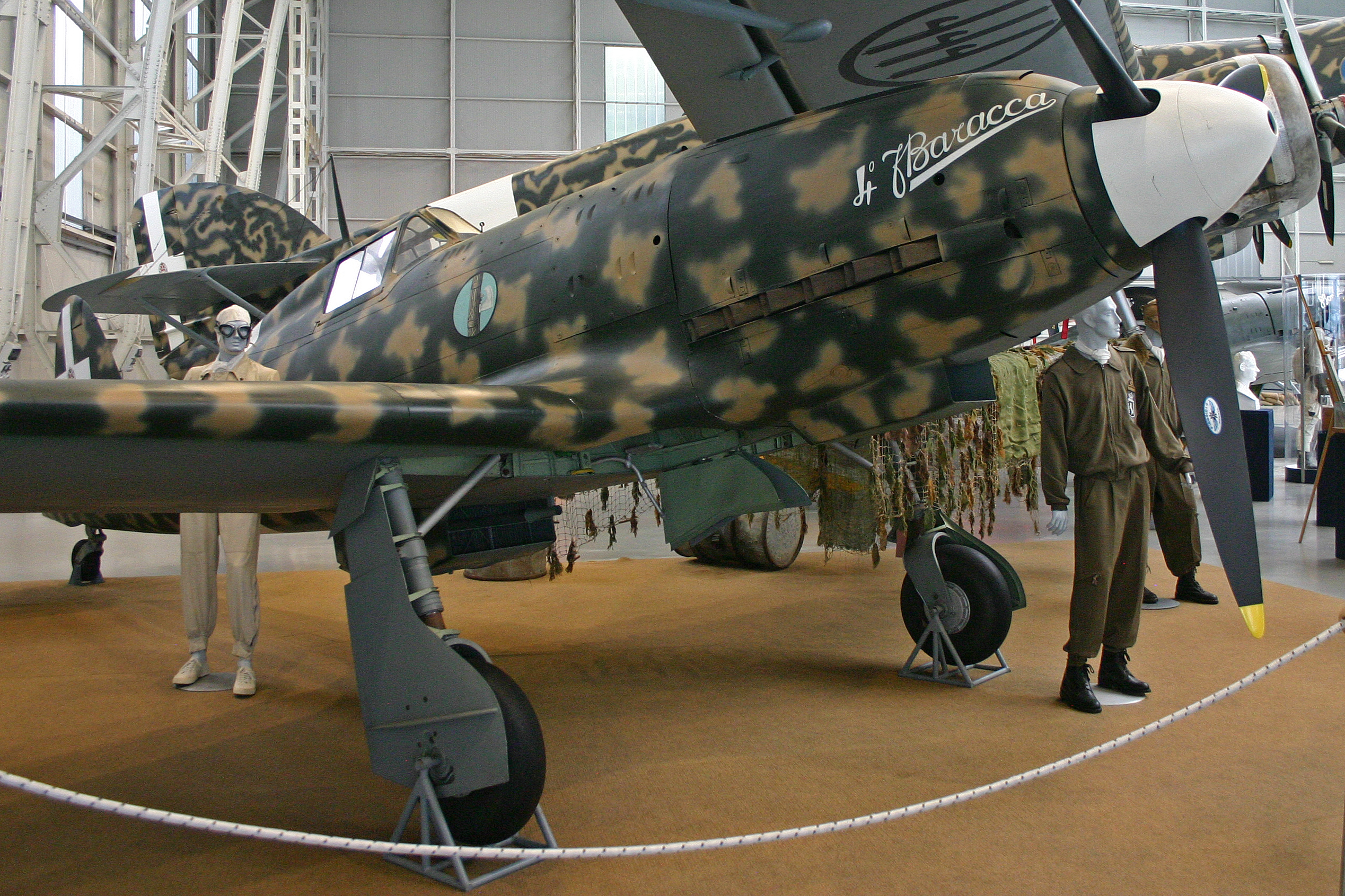
Un caccia C.202 Folgore esposto al Museo dell'Aeronautica di Vigna di Valle con la livrea della 91ª Squadriglia "Francesco Baracca".

Nacque a Salerno il 15 agosto 1915, e giovanissimo conseguì il brevetto di pilota civile, mentre nel 1936 fu ammesso a frequentare la Scuola di volo della Regia Aeronautica di Pescara. Il 1º settembre 1937 ottenne il brevetto di pilota militare, e la conseguente nomina a sottotenente. Il suo curriculum, e le buone prove fornite durante i mesi di addestramento, gli consentirono di accedere alla specialità caccia. La prima assegnazione fu presso l'88ª Squadriglia del 1º Stormo Caccia Terrestre, allora considerato uno dei reparti d’eccellenza della Regia Aeronautica. Presso la squadriglia iniziò l'addestramento acrobatico volando sui Fiat C.R.30. Nell'agosto 1938 divenne istruttore di volo a vela presso il campo d'aviazione di Pavullo, e nel novembre dello stesso anno fu trasferito alla 131ª Squadriglia Osservazione Aerea basata sull'aeroporto di Capodichino. L'anno successivo ottenne il brevetto internazionale "C d'argento" presso la Scuola di Volo Veleggiato di Sezze-Littoria.
Dopo l'entrata in guerra del Regno d'Italia, il 10 giugno 1940, verso la fine dello stesso anno fu promosso al grado di tenente, ma un grave incidente verificatosi in fase di atterraggio lo tenne lontano dal campo di battaglia fino all'aprile 1942.
Riprese a volare venendo sottoposto ad un lungo ciclo di addestramento acrobatico, e nel novembre 1942 fu assegnato alla 162ª Squadriglia Caccia Terrestre. Andò per la prima volta in missione operativa il giorno 21, volando a bordo di un caccia Fiat G.50 Saetta.  L'11 dicembre andò per la prima volta in combattimento a bordo di un caccia Aermacchi C.200 Saetta, mitragliando un bombardiere inglese durante un volo di vigilanza. All'inizio del 1943 fu trasferito presso la 371ª Squadriglia del 22º Gruppo Autonomo Caccia Terrestre, agli ordini del capitano Eber Giudice. Nel pomeriggio dell'11 gennaio sostenne il primo combattimento aereo nei cieli di Napoli abbattendo un bombardiere Consolidated B-24 Liberator americano, volando a bordo di un Aermacchi C.202 Folgore.
Il 15 febbraio collaborò all'abbattimento di un altro bombardiere americano B-24, danneggiandone gravemente un altro. Nel mese di maggio la 371ª Squadriglia venne trasferita a Reggio Calabria, aggregata temporaneamente al 161º Gruppo Autonomo Caccia Terrestre. In questo mese ebbe l'occasione di andare in combattimento a bordo di un caccia Dewoitine D.520 di preda bellica. Nel mese di luglio viene trasferito alla 359ª Squadriglia, assumendone il comando interinale.
Le sue vittorie continuarono a crescere, tanto che alla fine del mese di agosto arrivarono a sette, di cui ben sei bombardieri. L'ultima vittoria avvenne il 6 settembre a spese di un caccia Lockheed P-38 Lightning abbattuto nei pressi di Sparanise. Fu la sua ultima vittoria, oltre che il canto del cigno della Regia Aeronautica, in quanto due giorni dopo, l'8 settembre, venne proclamato l'armistizio con gli anglo-americani.
Nel dopoguerra tornò alla vita civile, laureandosi in ingegneria e incominciando la carriera di imprenditore. Fondò il Gruppo Mazzitelli, un'impresa di costruzioni operante nel settore delle opere pubbliche. Nel 1973 fondò la prima televisione privata nell'Italia Meridionale, Telebari. 
Si spense a Vietri sul Mare il 29 gennaio 1984, e il suo corpo fu seppellito presso il cimitero comunale di Brignano.

## Vittorie
Durante la Campagna d'Italia il tenente pilota Orfeo Mazzitelli ottenne complessivamente 8 vittorie confermate,  e 14 in compartecipazione.
| Nr | data             | compagnia        | aereo                   | avversario                  | località                          |
| 1  | 11 gennaio 1943  | 371ª Squadriglia | Aermacchi C.202 Folgore | Consolidated B-24 Liberator |                                   |
| 2  | 4 aprile 1943    | 371ª Squadriglia | Aermacchi C.202 Folgore | Boeing B-17 Flying Fortress |                                   |
| 3  | 12 aprile 1943   | 371ª Squadriglia | Aermacchi C.202 Folgore | Consolidated B-24 Liberator |                                   |
| 4  | 24 maggio 1943   | 371ª Squadriglia | Aermacchi C.202 Folgore | Consolidated B-24 Liberator | stretto di Messina                |
| 5  | 25 maggio 1943   | 371ª Squadriglia | Aermacchi C.202 Folgore | Boeing B-17 Flying Fortress |                                   |
| 6  | 17 luglio 1943   | 359ª Squadriglia | Aermacchi C.202 Folgore | Boeing B-17 Flying Fortress | tra Capo Palinuro e Capo Bonifazi |
| 7  | 30 agosto 1943   | 359ª Squadriglia | Aermacchi C.202 Folgore | Lockheed P-38 Lightning     | foce del Volturno                 |
| 8  | 6 settembre 1943 | 359ª Squadriglia | Aermacchi C.202 Folgore | Lockheed P-38 Lightning     | Sparanise                         |

### Annotazioni
1. ↑  Si trattava della missione di scorta ad un convoglio navale.
2. ↑  Si trattava di una prestigiosa unità, che si era distinta operando in Russia ed sull'isola di Malta.
3. ↑  Al 22º Gruppo (359ª, 362ª, 369ª e 371ª Squadriglia) posto sotto il comando del maggiore Vincenzo Minguzzi, era affidato il compito di difendere l'area di Napoli e della Campania. L'unità era equipaggiata con un misto di Aermacchi C.200 Saetta e Aermacchi C.202 Folgore, e nel corso del 1943 ricevette anche 9 Dewoitine D.520 e 9 Reggiane Re.2005 Sagittario.
4. ↑  L'incursione su Napoli del 15 febbraio venne effettuata dai bombardieri B-24 del 98° e 376° Bomber Group della 9ª Air Force di stanza a Gambut, in Libia.
5. ↑  Che fu visto allontanarsi perdendo quota ed emettendo fumo, tanto che venne considerato come probabilmente abbattuto.

### Fonti
1. 1 2 3  Apostolo 2012, p. 94.
2. 1 2 3 4 5 6 7 8 9 10 11 12 13 14 15  Massimello 1995, p. 41.
3. ↑  Massimello 1995, p. 42.
4. 1 2  Apostolo 2012, p. 95.
5. 1 2  Massimello 1995, p. 43.
6. ↑  Massimello 1995, p. 44.
7. 1 2 3 4 5  Massimello 1995, p. 45.
8. ↑  Bollettino Ufficiale 1943, dispensa 15ª, pag.943 registrato alla Corte dei Conti addì 24 luglio 1943, registro n.2 Aeronautica, foglio 130.